# Трищан да Куня
Трищау да Куня (на португалски: Tristão da Cunha) е португалски мореплавател, изследовател на Африка, дал името си на архипелага Тристан да Куня.

## Експедиционна дейност (1506 – 1508)
През март 1506 година от Португалия към бреговете на Африка се отправя голяма флотилия от 14 кораба, оглавявана от Тристан да Куня, а пет от корабите се командват от Алфонсу де Албукерке. Кралската инструкция задължава двамата капитани да осуетят морските комуникации на арабите между Червено море и Индия, да се завоюва остров Сокотра и се построи крепост на острова, и да се блокират пътищата към Източна Африка. На корабите са натоварени над 1300 войници.
От самото начало експедицията е преследвана от нещастия: чумната епидемия, която върлува по онова време в Лисабон е пренесена на корабите и от нея умират няколко десетки души; заобикалят нос Добра Надежда по много по-южен курс и част от екипажа измира от измръзване. През октомври 1506 г. в южната част на Атлантическия океан, на 37°15′ ю. ш. 12°30′ з. д. / 37.25° ю. ш. 12.5° з. д., португалците откриват група от три вулканични острова, които назовават на името на командващия ескадрата – островите Тристан да Куня.
Флотилията пристига в Мозамбик в началото на декември. По това време португалските власти в пристанището разполагат с някои сведения за положението на остров Мадагаскар и получават допълнителни сензационни известия от португалския капитан Руй Пирейра за богатствата на острова – сребро и подправки. Да Куня, узнавайки за плаването на Пирейра, взема решение да провери слуховете, докато част от корабите му се намират в пристанището за ремонт и се попълва оределият екипаж. Той оглавява флотилия от 7 кораба в посока югоизток.
На 8 декември португалците достигат до западното крайбрежие на Мадагаскар на около 17° ю.ш. Налетялата от север буря отнася корабите на около 300 км на юг до около 19° 30' ю.ш. Оттам, движейки се само денем, португалците проследяват западното крайбрежие на гигантския остров до най-северната му точка, без да открият никакво сребро и подправки. На североизточното крайбрежие, в залива Махадзамба, португалците откриват и разграбват голяма арабска търговска база, като избиват над 1000 души и множество вземат в плен.
Северно от Мадагаскар ескадрата се разпада на няколко части, три кораба продължават откриването и изследването на бреговете на острова, а Да Куня с останалите четири се насочва към остров Сокотра и го завладява. След това се насочва към Индия, където на 27 август 1507 година освобождава блокирания португалски гарнизон в Кананор.

## Следващи години (1514 – 1540)
През 1514 година Трищау да Куня е кралски посланик до папа Лъв X за узаконяване от папата на португалските завоевания в Азия. Неговият син Нуньо да Куня е деветият губернатор на Португалска Индия през 1529 година.

## Памет
Неговото име носят:
- остров Тристан да Куня (37°07′ ю. ш. 12°17′ з. д. / 37.116667° ю. ш. 12.283333° з. д.), най-големия от групата о-ви Тристан да Куня;
- о-ви Тристан да Куня (37°15′ ю. ш. 12°30′ з. д. / 37.25° ю. ш. 12.5° з. д.) в южната част на Атлантическия океан.